# Hombre Río (Córdoba)

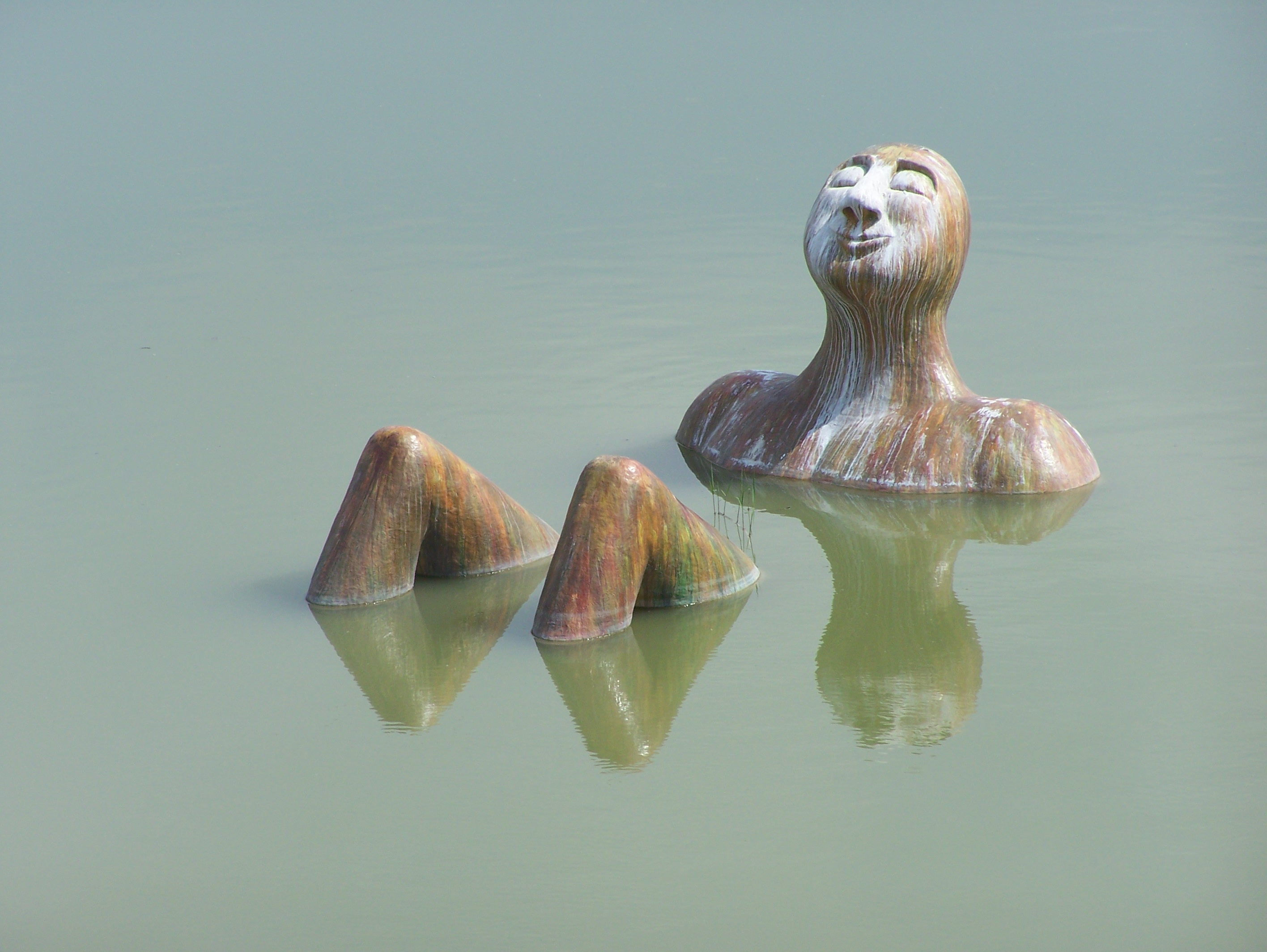
El Hombre Río, flotando sobre el Guadalquivir a su paso por Córdoba.

El Hombre Río es una escultura flotante de la ciudad española de Córdoba, obra de los escultores Rafael Cornejo y Francisco Marcos, que tallaron en corcho blanco la figura de un hombre tumbado que posteriormente dejaron en el río Guadalquivir el 18 de abril de 2006, anclándola al fondo para evitar su deriva.

La aparición de la escultura en el cauce del río suscitó un gran interés entre los cordobeses y cierta polémica entre las administraciones local y autonómica, así como con la Confederación Hidrográfica del Guadalquivir (CHG). Al final no fue necesario adoptar ninguna medida ya que una semana después de su aparición, la escultura se desprendió de sus anclajes y quedó varada junto al Molino de Martos. Sus escultores decidieron entonces retirarla después de haber centrado la atención de la sociedad cordobesa durante diez días.

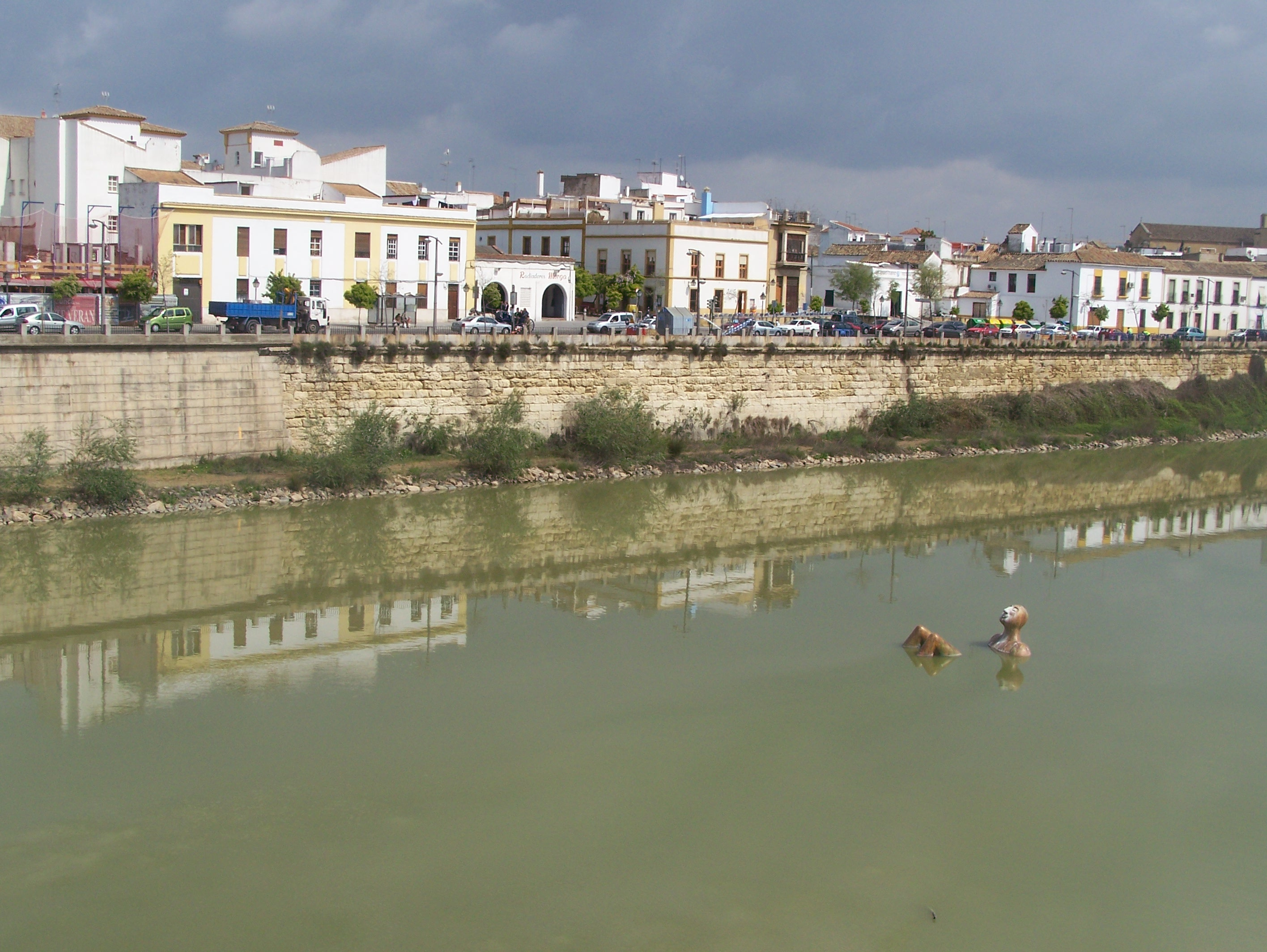
El Hombre Río en medio del Guadalquivir.

El 8 de enero de 2007, con el visto bueno de la CHG, es anclado al lecho del Guadalquivir para su exposición de forma definitiva una reconstrucción del Hombre Río, de las mismas dimensiones pero cambiando el corcho por poliéster, en las cercanías del puente de Miraflores.
En ese lugar permaneció hasta el día 22 de noviembre de 2007 cuando debido a una crecida del caudal del río provocada por las lluvias caídas el día anterior la escultura se soltó de su anclaje y navegó a la deriva hasta quedar varada, de donde tuvo que ser rescatada por los bomberos.

## Descripción de la escultura

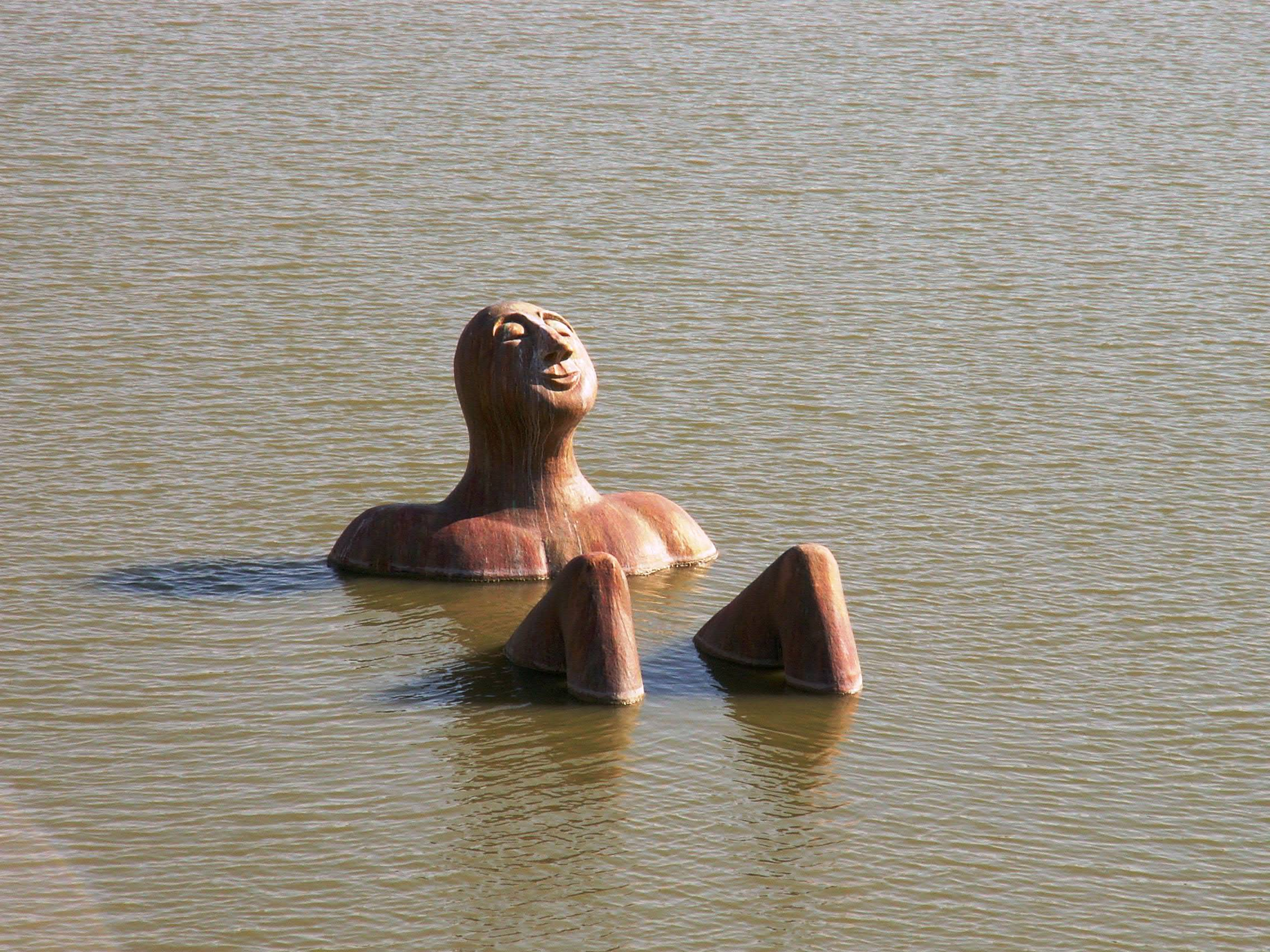
El Hombre Río bajo el sol

La escultura representa a un hombre que flota plácidamente sobre la superficie del río. Está fabricada con resina de poliéster endurecido y fibra de vidrio, un material habitualmente utilizado para la construcción de barcos.
Está compuesta por tres partes: el tronco y las dos piernas. Estas tres partes están unidas por una estructura de metal de modo que la parte no visible, la que se encuentra bajo el agua, no está tallada. La escultura en su conjunto tiene unas dimensiones de 1,7 metros de altura por 2,5 metros de anchura.
Anclada al fondo del río por un peso de 2 toneladas conectado a la escultura por un cable de 12 metros, la escultura se concibe para ser un componente dinámico, moviéndose y girándose a merced de los vientos y las corrientes del río.